# صموئيل أرنولد (جندي)
صموئيل أرنولد (بالإنجليزية: Samuel Arnold)‏ هو جندي أمريكي، ولد في 6 سبتمبر 1834 في جورجتاون في الولايات المتحدة، وتوفي في 21 سبتمبر 1906 بسبب سل.